# میوکی
میوکی (به لاتین: Miłki) یک روستا در لهستان است که در گمینا میوکی واقع شده‌است. میوکی ۵۸۰ نفر جمعیت دارد.